# Pierre-Yves Lenik
 (novembre 2022).
Si vous disposez d'ouvrages ou d'articles de référence ou si vous connaissez des sites web de qualité traitant du thème abordé ici, merci de compléter l'article en donnant les références utiles à sa vérifiabilité et en les liant à la section « Notes et références ».
Pierre-Yves Lenik est un compositeur français, né à Lyon, le 27 juillet 1958.

## Biographie
Pierre-Yves Lenik est diplômé de l'Université Lumière Lyon 2 (histoire). En 1981, il intègre le SERAV (sciences de la communication et des études cinématographiques) sous la direction de Ange Casta.
Compositeur autodidacte, tout d'abord élève de Charles Montaland (CNR de Lyon) qui lui enseigne les bases de l'harmonie classique, il commence sa véritable formation musicale à Paris en 1984, lorsqu'il rencontre Gabriel Yared. Ce dernier le recommande à Maître Julien Falk, auprès de qui il étudiera durant deux ans les arcanes subtiles de l'Harmonie et du Contrepoint.

## Musique de film
Depuis 1988 est l'auteur de près d'une centaine de musique de film (Film institutionnel, animation, téléfilms de fiction et documentaire).
Son travail à l'image se caractérise par une très grande implication dans les projets (il compose souvent les musiques avant le montage) et une présence quasi systématique lors du mixage des films. Il collabore régulièrement avec des musiciens issus des scènes classiques et World music qu'il intègre à une trame sonore électronique d'inspiration le plus souvent classique.

## Publicité
Entre 2000 et 2005 il a consacré l"essentiel de son activité à la communication sonore des entreprises.
Auteur d'un catalogue de musiques destinées à la téléphonie (ATS studios),
ainsi que de nombreuses musiques publicitaires pour la radio et la télévision (Weight Watchers, La Redoute, Crédit agricole),
il est aussi le créateur des identités sonores de l'ANPE (2004 à 2009) et de la Société générale (depuis 2005).

## Filmographie sélective
- "Suspendus sur nos rêves"  France Télévisions Documentaire de Caroline Puig-Grenetier (2023)[2] musique originale - voir la critique de Pascale Menard[3]
- Le serment des 103, tous unis pour le Larzac HISTOIRE Tv Documentaire de Véronique Garcia (2022) musique originale
- Les Passeurs de l’Erdre France Télévisions Documentaire de Christian Nadin (2021) musique originale
- Le nerf de la Guerre HISTOIRE Tv Documentaires (2 x 52') de Véronique Garcia (2020) musique originale
- Contumace OCS sur Molotov[4]. Court métrage de Nelson Rodrigo (2019) musique originale
- Les Heures vert-de-gris HISTOIRE Tv Documentaire de Véronique Garcia (2019) musique originale
- 14-18, Coup de canon sur le cinema français HISTOIRE Tv Documentaire de Véronique Garcia (2018) musique originale
- Yzeron, l'échapée belle Clip touristique de Olivier Aiglon (2014) musique originale
- Le Sens où vont les choses Documentaire de Arielle Mémery (2012) musique originale
- Prediction Court métrage de John Jennissen (2010) musique originale
- Entre désir et incertitude Documentaire de Abdelkader Lagtaâ (2010) musique originale
- La vie en question (Bioethique) KTO[5] Documentaire de Caroline Puig-Grenetier (2009) musique originale
- Mes p'tits docs illustrés Film d'animation de Patrick Chiuzzi (2009) chanson originale
- Galaktos - "Les dentelles du cygne" Planétarium de Saint-Étienne[6] Film d'animation de Stéphane Bertrand (2008) musique originale
- FFAB Fédération française d'aïkido et de budo Documentaire de Véronique Garcia (2007) musique originale
- Turbo Schtroumpf - Infogrames PS1 - Playstation Game (2001) musique originale
- L'Esprit et la Matière - (FIMAC music award 2000) Documentaire de Arielle Mémery (1999) musique originale
- Le juste NON - France 2 Documentaire de Caroline Buffard (1999) musique originale[7]
- Atout France -  (Maison de la France) Ittinéraire d'un peintre[8] Documentaire de Christophe Tourrette (1993) musique originale (Médaille d’Or et Prix Spécial du Jury en 1994 au Festival International du Film de Milan)
- Le viaduc du Grand Large : une grande réalisation - Documentaire de Louis-Marie Maudet (1992) musique originale[9]
- Le Lyonnais - (Episode 6 : Regis l'éventreur)[10] Téléfilm de Georges Combe (1992) musique originale
- Les Liens du sang - Documentaire (35 mm) de Gerard Pelisson (1990) musique originale[11]
- Beaune - (Zoom sur l'emploi) Documentaire de Peter Mortimer (1989) musique originale

## Récompenses
- Best music score pour : "Contumace - in absentia" (2021) de Nelson Rodrigo au Festival "Virgin Spring Cinefest (en)".

Pierre Yves Lenik a aussi été primé par deux fois, en tant que compositeur, au festival du Creusot - FIMAC.
- Prix de la création musicale (1992) pour La formation en quatre actes de Olivier Xueref
- Prix de la création musicale (2000) pour L'Esprit et la Matière de Arielle Mémery